# Roberto Rossellini
Roberto Rossellini (Roma, 8 de maio de 1906 — Roma, 3 de junho de 1977) foi um diretor de cinema italiano. Foi um dos mais importantes cineastas do neo-realismo italiano, com contribuições ao movimento, com filmes como Roma, città aperta (br/pt: Roma, Cidade Aberta), Paisà (br/pt: Libertação) e Germania anno zero (br/pt: Alemanha, Ano Zero).

## Vida
Nascido em família rica, Rossellini interessou-se pelo cinema por influência do avô, proprietário de uma casa de espetáculos, e fez algumas curtas-metragens. Foi durante o fascismo que iniciou carreira profissional como assistente de direção. Trabalhou depois como supervisor de filmes, como L'Invasore, de Nino Giannini, e Benito Mussolini, de Pasquale Prunas.
Fez-se notar no final da Segunda Guerra Mundial com três obras-primas: Roma, città aperta (1945, Prêmio de Melhor Filme do Festival de Cinema de Cannes), Paisà (1946) e Germania anno zero (br: Alemanha, Ano Zero, de 1947), tornando-se um dos expoentes do neorealismo do cinema italiano.
Teve um tumultuoso romance com a atriz Anna Magnani, de quem se separou para casar com a também atriz premiada Ingrid Bergman (de quem teve três filhos, incluindo a atriz Isabella Rossellini).
Em 1963, Rossellini escreveu o roteiro (pt guião) de Les Carabiniers (br: Tempo de Guerra), de Jean-Luc Godard. Na década de 1960 fez filmes educativos para televisão. Seus últimos trabalhos datam da década de 1970 quando fez a tetralogia I filosofi. Falecendo em 1977, aos 71 anos, com um ataque cardíaco. Foi sepultado no Cimitero Monumentale Comunale Campo Verano, na cidade italiana de Roma (Itália).

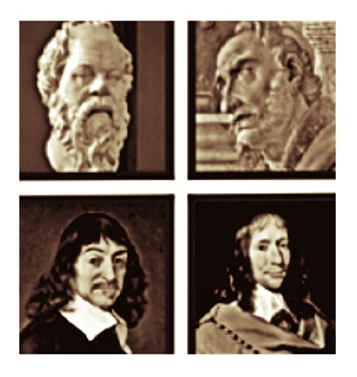
Os quatro filósofos de Rossellini - série I filosofi.

## Filmografia
- 1976 - Il messia
- 1974 - Cartesius (TV)[2][3]
- 1974 - Anno uno
- 1973 - L'età di cosimo de medici (TV)[2][3]
- 1972 - Agostino d'Ippona[2][3]
- 1971 - Blaise Pascal (TV)[2][3]
- 1970 - De Gerusalemme a Damasco
- 1970 - Socrate (TV)[2][3]
- 1969 - Atti degli apostoli (TV)[2][3]
- 1967 - Storia della lotta dell’uomo per la sua sopravvivenza[2][3]
- 1967 - Idea di un'isola (TV)
- 1966 - La prise de pouvoir par Louis XIV (TV)[2][3]
- 1964 - L'età del ferro (TV)[2][3]
- 1963 - Ro.Go.Pa.G
- 1962 - Anima nera
- 1961 - Torino nei cent'anni (TV)
- 1961 - Vanina Vanini
- 1961 - Vila l'Italia!
- 1960 - Era notte a Roma
- 1959 - Il generale della Rovere
- 1959 - India
- 1954 - Giovanna d'Arco al rogo
- 1954 - La paura
- 1954 - Dov'è la libertà?
- 1954 - Amori di mezzo secolo
- 1954 - Viaggio in Italia
- 1953 - Siamo donne
- 1952 - Europa' 51
- 1952 - La macchina ammazzacattivi
- 1952 - Les sept péchés capitaux
- 1950 - Francesco, giullare di Dio
- 1950 - Stromboli, terra di Dio
- 1948 - L'amore
- 1948 - Germania anno zero
- 1946 - Paisà
- 1946 - Desiderio
- 1945 - Roma, città aperta
- 1943 - L'uomo dalla croce
- 1942 - La nave bianca
- 1941 - Un pilota ritorna
- 1941 - Il ruscello di ripasottile
- 1940 - Fantasia sottomarina
- 1939 - Il tacchino prepotente
- 1939 - La vispa Teresa
- 1937 - Prélude à l'après-midi d'un faune
- 1936 - Dafne

## Prémios e nomeações

### Oscar
Indicações
- Melhor Roteiro Original
  - 1946 - Paisà

### Festival de Cannes
- Grande Prêmio do Júri
  - 1946 - Roma, città aperta

### Festival de Veneza
- Leão de Ouro
  - 1959 - Il Generale Della Rovere
- Prêmio OCIC
  - 1959 - Il Generale Della Rovere

Indicações
- Leão de Ouro
  - 1950 - Stromboli
  - 1952 - Europa' 51
  - 1961 - Vanina Vanini

### Festival de Locarno
- Grand Prix
  - 1948 - Germania Anno Zero
- Melhor Roteiro Original
  - 1948 - Germania Anno Zero